# Rio Frasinu (Tarcău)
O Rio Frasinu é um rio da Romênia, afluente do Tarcău, localizado no distrito de Neamţ.